# Durban
Durban (antigament Port Natal; en zulu eThekwini, que significa 'el port'), anomenada Durbs, és una ciutat de Sud-àfrica dins la província de KwaZulu-Natal a la vora de l'oceà Índic. Amb 3.468.086 habitants és la tercera ciutat del país, darrere de Johannesburg i la Ciutat del Cap. Durban forma part del municipi metropolità d'eThekwini, que inclou ciutats veïnes i té una població d'uns 3,44 milions d'habitants, fent del municipi combinat una de les ciutats més grans de la costa de l'oceà Índic del continent africà. Durban també va ser una de les ciutats amfitriones de la Copa del Món de la FIFA 2010. És, a més, la més cosmopolita de totes tres, amb el zulu com a llengua que hi és més parlada, seguit de l'anglès, l'afrikaans i l'hindi.
És un centre turístic important, però alhora el port de Durban és el més important de tot l'Àfrica (entre els generalistes) i allotja la terminal de contenidors més gran de l'hemisferi sud, a més d'un substancial sector industrial.

## Història
Les proves arqueològiques de les muntanyes de Drakensberg suggereixen que l'àrea de Durban ha estat habitada per comunitats de caçadors-recol·lectors des del 100.000 aC. Aquestes persones vivien per tota la zona de KwaZulu-Natal fins que l'expansió dels agricultors i ramaders bantús del nord va veure el seu desplaçament, incorporació o extermini graduals. La història oral ha estat transmesa de generació en generació per la nació zulú, que eren habitants de la terra abans dels colonitzadors, però no hi ha història escrita de la zona fins que va ser albirada per l'explorador portuguès Vasco da Gama, que va navegar paral·lel al KwaZulu. -Costa de Natal durant el Nadal de 1497 mentre buscava una ruta d'Europa a l'Índia. Va anomenar la zona "Natal", o Nadal en portuguès.

### Poble abaMbo
El 1686, un vaixell de la Companyia Neerlandesa de les Índies Orientals anomenat Stavenisse va naufragar a la costa oriental de Sud-àfrica. Alguns dels supervivents es van dirigir a la badia de Natal (Durban) on van ser acollits per la tribu Abambo, que estava dirigida pel cap Langalibale. La tripulació va començar a dominar l'idioma de la tribu i va ser testimoni dels seus costums. La tribu els va dir que la terra on vivia la gent d'Abambo s'anomenava Embo pels indígenes i que la gent era molt hospitalària. El 28 d'octubre de 1689, el galiot Noord va viatjar des de Table Bay fins a la badia de Natal per buscar la tripulació supervivent del Stavenisse i negociar un acord per comprar la badia. El Noord va arribar el 9 de desembre de 1689, després que la colònia holandesa del Cap va comprar la badia de Natal al poble d'Abambo per 1.650 lliures esterlines. Laurens van Swaanswyk va redactar un contracte formal i el va signar el cap del poble d'Abambo, amb la tripulació del Stavenisse fent de traductors.

### Primers colons europeus
El 1822, el tinent James King, capità d'un vaixell britànic anomenat Salisbury, juntament amb el tinent Francis George Farewell, tots dos antics oficials de la Royal Navy de les Guerres Napoleòniques, es dedicaven al comerç entre el Cap i la badia de Delagoa. En un viatge de tornada al Cap el 1823, es van veure atrapats en una forta tempesta i van decidir fondejar a la badia de Natal. La travessia va sortir bé i van trobar àncora segura de la tempesta. El tinent King va decidir cartografiar la badia i va anomenar "illes Salisbury i Farewell". El 1824, el tinent Farewell, juntament amb una empresa comercial anomenada JR Thompson & Co., van decidir obrir relacions comercials amb Shaka, el rei zulú, i establir una estació comercial a la badia. Henry Francis Fynn, un altre comerciant de Delagoa Bay, també va participar en aquesta empresa. Fynn va sortir de la badia de Delagoa i va navegar cap a la badia de Natal en el bergantí Julia, mentre que Farewell va seguir sis setmanes més tard a l’Antílope. Entre ells hi javia 26 possibles pobladors, encara que només 18 es van quedar. En una visita al rei Shaka, Henry Francis Fynn va aconseguir fer-se amic del rei ajudant-lo a recuperar-se d'una punyalada que havia patit com a conseqüència d'un intent d'assassinat per part d'un dels seus germanastres. Com a mostra de la seva gratitud, el rei Shaka va concedir a Fynn una "faixa de costa de 25 milles". El 7 d'agost de 1824 van concloure les negociacions amb el rei Shaka per a una cessió de terres, inclosa la badia de Natal i terres que s'estenen deu milles al sud de la badia, vint-i-cinc milles al nord de la badia i cent milles terra endins. Farewell va prendre possessió d'aquesta subvenció i va aixecar l’Union Jack amb un Royal Salute, que consistia en 4 trets de canó i vint trets de mosquet. Només quedaven sis dels divuit aspirants a colons originals, i aquests sis es poden considerar els fundadors de Port Natal com a colònia britànica. A aquests sis es van unir el tinent James Saunders King i Nathaniel Isaacs el 1825.
La ciutat moderna de Durban data, doncs, del 1824, quan l'assentament es va establir a la riba nord de la badia prop de l'actual plaça Farewell.
Durant una reunió de 35 residents europeus al territori de Fynn el 23 de juny de 1835, es va decidir construir una ciutat capital i anomenar-la "D'Urban" en honor a Sir Benjamin D'Urban, que era el governador de la Colònia del Cap en aquell moment.

### República de Natal
Els Voortrekkers van establir la República de Natal el 1839, amb la seva capital a Pietermaritzburg.
La tensió entre els Voortrekkers i els zulús va portar al governador de la Colònia del Cap a enviar una força sota el comandament del capità Charlton Smith per establir el domini britànic a Natal, per por de perdre el control britànic a Port Natal. La força va arribar el 4 de maig de 1842 i va construir una fortificació que més tard seria The Old Fort. La nit del 23 al 24 de maig de 1842 els britànics van atacar el campament de Voortrekker a Congella. L'atac va fracassar i els britànics van haver de retirar-se al⁷ seu campament que va ser assetjat. El comerciant local Dick King i el seu servent Ndongeni van poder escapar del bloqueig i van viatjar fins a Grahamstown, a una distància de catorze dies per demanar reforços. Els reforços van arribar a Durban 20 dies després; els Voortrekkers es van retirar i es va aixecar el setge.
Un greu conflicte amb la població zulú va provocar l'evacuació de Durban i, finalment, els afrikaners van acceptar l'annexió britànica el 1844 sota pressió militar.

#### Insignia històrica de Durban
Quan el 1854 es va proclamar el municipi de Durban, el consistori es va haver de procurar un segell per als documents oficials. El segell es va crear el 1855 i es va substituir el 1882. El nou segell contenia un escut d'armes sense casc ni mantell que combinava els escuts de Sir Benjamin D'Urban i Sir Benjamin Pine. L'any 1906 es va presentar una sol·licitud per registrar l'escut al College of Arms, però aquesta sol·licitud va ser rebutjada perquè el disseny implicava que D'Urban i Pine eren marit i muller. No obstant això, l'escut va aparèixer als documents del consistori a partir del 1912 aproximadament. L'any següent es va afegir un casc i un mantell a la papereria del consistori i al nou segell de la ciutat que es va fer l'any 1936. El lema diu "Debile principium melior fortuna sequitur": "La millor fortuna segueix un començament humil".>>
El blasó de les armes registrat per l'Oficina d'Heràldica de Sud-àfrica i concedit a Durban el 9 de febrer de 1979. L'escut d'armes va caure en desús amb la reorganització de l'estructura del govern local de Sud-àfrica l'any 2000. El segell es va deixar d'utilitzar l'any 1995.

## Geografia
Durban es troba a la costa est de Sud-àfrica, amb vistes a l'oceà Índic. La ciutat es troba a la desembocadura del riu Umgeni, que delimita parts del límit nord de la ciutat de Durban, mentre que altres trams del riu travessen la mateixa ciutat. Durban té un port natural, el port de Durban, que és el port més concorregut de Sud-àfrica i el quart més ocupat de l'hemisferi sud.

### Clima
Durban té un clima subtropical humit (classificació climàtica de Köppen Cfa), amb estius calorosos i humits i hiverns càlids i força secs, sense neu ni gelades. Durban té una precipitació anual de 1009 mm. La temperatura mitjana a l'estiu oscil·la al voltant dels 24 0 C, mentre que a l'hivern la temperatura mitjana és de 17 C .

## Demografia
| 2001    | 2011    |
| 536.644 | 595.061 |

Distribució geogràfica de les llengües domèstiques a la metròpoli eThekwini

Durban és ètnicament diversa, amb una riquesa cultural de creences i tradicions mixtes. Els zulús formen el grup ètnic més gran. Té un gran nombre de persones d'ascendència britànica i índia. La influència dels indis a Durban ha estat significativa, portant amb ells una varietat de cuina, cultura i religió.
En els anys posteriors a la fi de l'apartheid, hi va haver un auge demogràfic, ja que els negres africans van poder traslladar-se a la ciutat. La població va créixer una mitjana anual del 2,34% entre 1996 i 2001. Això va fer que es formessin barris de barraques al voltant de la ciutat que sovint eren enderrocats. Entre el 2001 i el 2011, el creixement de la població es va alentir fins a l'1,08% anual i els barris de barraques s'han tornat menys freqüents a mesura que el govern construeix habitatges de renda baixa.
La població de la ciutat de Durban i dels suburbis centrals com Durban Nord, Durban Sud i Berea va augmentar un 10,9% entre 2001 i 2011, passant de 536.644 a 595.061. La proporció de negres africans va augmentar mentre que la proporció de persones en tots els altres grups racials va disminuir. Els negres africans van augmentar del 34,9% al 51,1%; Els indis o asiàtics van disminuir del 27,3% al 24,0%; els blancs van disminuir del 25,5% al 15,3%; i els coloureds va disminuir del 10,26% al 8,59%. Un nou grup racial, Altres, es va incloure al cens de 2011 amb un 0,93%.
La demografia de la ciutat indica que el 68% de la població està en edat de treballar i el 38% de la població de Durban té menys de 19 anys.
Durban té el nombre més alt de milionaris de qualsevol ciutat sud-africana, amb un augment del 200 % entre el 2000 i el 2014.

## Economia
La refinació del sucre és una de les principals indústries de Durban. Sud-àfrica produeix 19,9 milions de tones de canya de sucre a l'any i la majoria prové de KwaZulu-Natal.

### Sector informal
Durban té una sèrie de venedors ambulants informals i semiformals. El recinte de Warwick Junction acull una sèrie de mercats ambulants, amb venedors que venen productes des de la medicina tradicional fins a la roba i les espècies.
El tracte de la ciutat als habitants de barraques va ser criticat en un informe del Centre de Drets de l'Habitatge i Desnonaments vinculat a les Nacions Unides [1] i també hi ha hagut crítiques sobre el tracte de la ciutat als comerciants ambulants, nens del carrer i les treballadores sexuals. La varietat de cànnabis anomenada "Durban Poison" rep el nom de la ciutat.

### La societat civil
Hi ha diverses organitzacions de la societat civil amb seu a Durban. Com ara: el moviment Abahlali baseMjondolo (habitants de barraques), el Consell d'Esglésies de Diaconia, la campanya Right2Know, l'Aliança Ambiental de la Comunitat de Durban del Sud i el Moviment dels Pobles Desocupats de Sud-àfrica. La galeria d'art de Durban es va fundar el 1892.

### Turisme
Durban ha estat nomenada la ciutat més verda del món per l'Índex d'espais verds urbans Husqvarna.
- Burman Bush

- Jardins Botànics de Durban

- Bosc de Hawaan[34]

- Reserva natural de Nova Alemanya[35]

- Reserva natural de Pigeon Valley[36]

- Parc d'aus del riu Umgeni

- Reserva Natural de la Llacuna Umhlanga

- Reserva natural de Kenneth Stainbank

- Mitchell Park Zoo[37]

- Moses Mabhida Stadium: les activitats inclouen un passeig en cotxe cel·leu o una caminada d'aventura fins al cim de l'arc amb vistes de 360 graus sobre Durban; swing de bungee del rècord mundial Guinness; recorreguts en segway per l'estadi; cafeteries i restaurants; mercat mensual I Heart Durban;

- Kingsmead Cricket Ground: un partit de prova important i lloc de cricket d'un dia.

- Kings Park Stadium: camp de l'equip de rugbi dels Sharks de renom internacional.

- Greyville Racecourse: seu del Durban juliol Handicap i Durban Country Club i camp de golf.

- Durban Ice Arena: les activitats inclouen patinatge sobre gel d'oci, festes d'aniversari, excursions escolars, esdeveniments esportius, activitats de treball en equip, funcions corporatives i reserves de grup.

- Gandhi a Durban - Mahatma Gandhi va passar una estona a Durban i hi ha diversos llocs històrics associats amb ell.[38]